# Чафджір
Чафджір (перс. چافجير) — село в Ірані, у дегестані Чіні-Джан, в Центральному бахші, шагрестані Рудсар остану Ґілян. За даними перепису 2006 року, його населення становило 1379 осіб, що проживали у складі 407 сімей.

## Клімат
Середня річна температура становить 15,11°C, середня максимальна – 28,92°C, а середня мінімальна – 1,26°C. Середня річна кількість опадів – 1130 мм.
| Клімат поселення                              | Клімат поселення | Клімат поселення | Клімат поселення | Клімат поселення | Клімат поселення | Клімат поселення | Клімат поселення | Клімат поселення | Клімат поселення | Клімат поселення | Клімат поселення | Клімат поселення | Клімат поселення |
| Показник                                      | Січ.             | Лют.             | Бер.             | Квіт.            | Трав.            | Черв.            | Лип.             | Серп.            | Вер.             | Жовт.            | Лист.            | Груд.            |                  |
| Середній максимум, °C                         | 10,03            | 10,20            | 12,35            | 17,81            | 21,92            | 26,01            | 28,92            | 28,72            | 25,84            | 21,61            | 17,09            | 12,80            |                  |
| Середня температура, °C                       | 5,64             | 5,81             | 7,99             | 13,42            | 17,54            | 21,64            | 24,64            | 24,44            | 21,56            | 17,33            | 12,81            | 8,51             |                  |
| Середній мінімум, °C                          | 1,26             | 1,43             | 3,58             | 9,05             | 13,16            | 17,26            | 20,37            | 20,16            | 17,27            | 13,07            | 8,50             | 4,24             |                  |
| Норма опадів, мм                              | 100              | 85               | 82               | 43               | 44               | 35               | 33               | 59               | 136              | 221              | 164              | 128              |                  |
| Середньомісячна швидкість вітру, м/с          | 2.40             | 2.50             | 2.50             | 2.40             | 2.42             | 2.62             | 2.63             | 2.33             | 2.19             | 2.06             | 2.10             | 2.22             |                  |
| Середньомісячна сонячна радіація, кДж/м²·день | 7130             | 9176             | 11114            | 15341            | 19650            | 21354            | 21809            | 18495            | 15059            | 10819            | 8677             | 6755             |                  |
| --------------------------------------------- | ---------------- | ---------------- | ---------------- | ---------------- | ---------------- | ---------------- | ---------------- | ---------------- | ---------------- | ---------------- | ---------------- | ---------------- | ---------------- |
| Джерело:                                      |                  |                  |                  |                  |                  |                  |                  |                  |                  |                  |                  |                  |                  |